# Vida de San Alejo

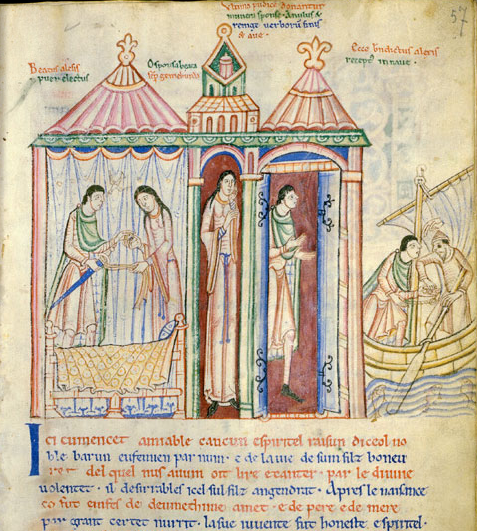
Folio 57 del Salterio de San Albano en con el que comienza el texto de la vida de San Alejo.

La Vida de San Alexis o Canción de San Alexis (en francés, Vie de Saint Alexis) es un poema hagiográfico de 625 versos compuesto a principios del siglo XI (c. 1040). 

## Argumento
Alejo, hijo único de un conde romano –y por largo tiempo anhelado por sus padres-, acepta el matrimonio que le impone su padre. Sin embargo, la noche de su boda abandona a su mujer para dedicarse a la religión. Huye hasta Edesa donde, tras repartir todo su dinero entre los/as pobres, se convierte en mendicante durante diecisiete años. Desconocido por todos/as, vive en perfecta vida de humildad y de ardua penitencia en el atrio de la Iglesia de Santa María donde se encuentra una imagen de Cristo. Hasta allí llegan a buscarlo sus propios sirvientes, enviados por sus padres Eufemano y Aglaes, pero, aunque le dan limosna, no lo reconocen. 
Tras de diecisiete años, la imagen de Cristo expresa su deseo de que el santo mendigo entre al templo. Como resultado de este milagro, crece la fama del santo y éste decide huir nuevamente, esta vez a su Roma natal. Aquí vivirá durante otros diecisiete años, sufriendo las crueldades de sus propios sirvientes y testigo del dolor de su familia a causa de su desaparición.
Finalmente, Alejo apareció muerto en casa de su familia con una carta en la mano donde daba a conocer los acontecimientos más importantes de su vida. Al ser leída, sus padres y toda la multitud prorrumpen en lamentaciones de dolor. Se realizan entonces grandes milagros y todos acuden a venerar al santo.

## Interés filológico

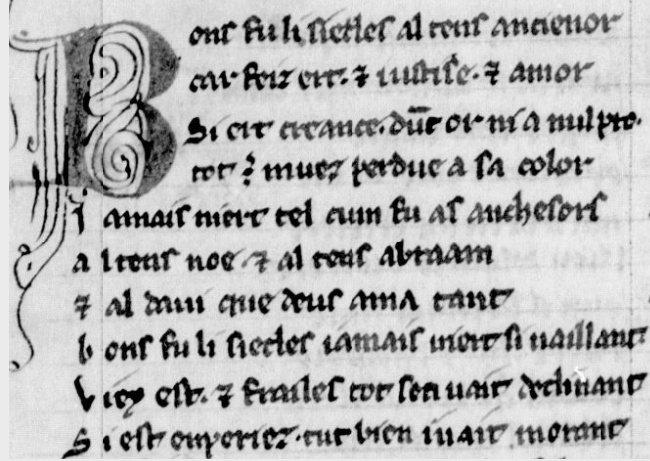
Los diez primeros versos del manuscrito 19525 de la BnF, que comienza por « Bons fu li siecles al tens ancienor ».

Este poema tiene un gran  interés lingüístico debido a que fue escrito en lengua galo-románica (grupo lingüístico románico formado por las lenguas habladas en la antigua Galia). Desde muchos puntos de vista, este texto constituye el eslabón entre la prehistoria literaria del francés antiguo y lo que se considera el primer monumento de la tradición literaria románica: la Canción de Roldán.
Esta leyenda considerada la primera gran obra francesa, durante la Edad Media fue traducida a diversas lenguas europeas y es una de las más difundidas por toda Europa.

## Importancia literaria
También es innegable su importancia literaria, pues, en ella radican los ingredientes necesarios, no sólo para una hagiografía completa, sino también para una narración novelesca. Por una parte, contiene una fuerte tendencia ascética: la caracterización del santo como imitador de Cristo y la presentación del mismo como modelo de vida contemplativa para todo/a cristiano/a. Por otra parte, guarda el carácter dramático y novelesco de la trama: la vergüenza y la desdicha de una mujer que es abandonada una vez casada; el sufrimiento de un padre y una madre, primero ante la desaparición de su único hijo y la vergüenza de los/as mismos/as por no haber cumplido con sus obligaciones como esposo; y, posteriormente por la pérdida de éste y por descubrir que el mendigo que habitaba en su casa era su propio hijo. Toda esta tragedia se refleja en la recriminación del padre a Dios al preguntarle por qué se goza en dar alegría a los humanos sólo para quitársela después.